# James P. T. Carter

James P. T. Carter

James Patton Taylor Carter (* 30. Juli 1822 bei Elizabethton, Carter County, Tennessee; † 29. September 1869 in Mexiko) war ein US-amerikanischer Politiker und vom 13. Dezember 1868 bis April 1869 kommissarischer Gouverneur des Arizona-Territoriums. Er war Mitglied der Republikanischen Partei.

## Werdegang
James Patton Taylor Carter, Sohn von Alfred und Evalina Carter, und Colonel der 2. Tennessee Infanterie, wurde am 30. Juli 1822 in der Nähe von Elizabethton in Carter County, Tennessee geboren. Er engagierte sich mit seinem Vater im Eisengeschäft und übernahm 1850 nach dessen Tod die Leitung. Er war zweimal verheiratet. Seine erste Frau war eine Margaretta Dunn aus Rogersville, Tennessee, die er am 5. August 1851 in Carter County heiratete. Das Paar bekam 1853 einen Sohn mit dem Namen William A. Carter. Seine zweite Ehe ging er mit einer Margaret Letcher aus Lexington, Kentucky ein. Das Paar hatte keine gemeinsamen Kinder.
James Carter war zu Anfang seiner politischen Laufbahn ein Mitglied der Whigs und engagierte sich wenig in der Politik. Als allerdings die Leute aus Ost-Tennessee bei Knoxville am 30. und 31. Mai 1861 zusammenkamen, um über die Sezession zu sprechen, war Carter einer von fünf Delegierten, die gewählt wurden, um das Carter County zu repräsentieren. Carter war fest gegen die Sezession, ebenso wie die Mehrheit der Anwesenden, was ihn zu einem Verfechter der Union machte. Die Tagung in Knoxville war vergeblich, da sich Tennessee am 8. Juni 1861 für einen Beitritt zu den Konföderierten Staaten aussprach. Carter stellte sich daraufhin auf die Seite von Tennessees US-Senator und späteren US-Präsident Andrew Johnson.
Nach dem Krieg war Carter verarmt und gesundheitlich beeinträchtigt. Er suchte und erlangte ein anderes politisches Amt. Carter nahm die Ernennung zum Secretary des Arizona-Territoriums an. Nach einer langen und beschwerlichen Reise kam er schließlich mit seiner Familie am 3. September 1866 in Prescott, Arizona, an. Während der nächsten Jahre lebte er zuerst in Prescott und dann in Tucson. Carters Amtszeit war umstritten, hauptsächlich weil er das Todesurteil für die überführte Mörderin Dolores Moore zu einer lebenslangen Haft umwandelte. Der Staatsanwalt und der Sheriff unterstützten diese Entscheidung. Zu jener Zeit war Carter auch als kommissarischer Gouverneur von Arizona tätig. Jedoch verhinderten diese unpopuläre Entscheidung und andere Gründe, dass Carter formal zum Gouverneur ernannt wurde. Von April 1869 an war er nicht länger in einem öffentlichen Amt.
Anstatt nach Tennessee zurückzugehen, blieb James Carter im Arizona-Territorium und investierte in ein Geschäft. Er kaufte zwei Drittel Anteile an einer Getreidemühle bei Altar in Sonora, Mexiko. Im Juli 1869 verließ er Tucson, um eine Zeitlang in Mexiko zu verbleiben, wo er seinem Geschäft nachgehen wollte, jedoch kehrte er nicht mehr zurück. Er starb nach einer Krankheit im Alter von 47 Jahren am 29. September 1869 bei Rancho San Francisco, Mexiko zwischen Cabroca und Puerto Libertad. Es ist schwierig, die genaue Todesursache zu nennen. Vermutlich starb er an Malaria oder an einer anderen chronischen Krankheit, die er sich möglicherweise während seines Aufenthalts in Panama zugezogen hatte. Die Verletzungen, die er bei einem Unfall mit einem Buggy kurz vor seinem Tod erlitten hatte, trugen wahrscheinlich auch ihren Teil bei. Nach seinem Tod kehrte die Familie nach Carter County, Tennessee zurück, wo noch heute einige seiner Nachkommen leben.

## Familie
James Patton Taylor Carter stammt von einer reichen und prominenten Familie ab. Sein Urgroßvater, Colonel John Carter, wurde 1737 in Virginia geboren und war in erster Ehe mit Elizabeth Taylor verheiratet. Landon Carter, das einzige Kind von John und Elizabeth Carter, wurde am 29. Januar 1760 geboren. Elizabeth starb bei der Geburt. Nach ihrem Tod heiratete John eine Frau mit dem Namen Susan. Ferner gründete er um 1769 einen Handelsposten nahe dem heutigen Rogersville, Tennessee. Bald danach siedelte er nahe dem Watauga-Gebiet, wo er ein prominenter und wohlhabender Siedler wurde. John Carter starb 1781 in Washington County, Tennessee.
Landon Carter, Sohn von John und Elizabeth, wurde als Colonel Carter bekannt. Er war im Unabhängigkeitskrieg (1775–1783), sowie auch in der Politik aktiv. Landon besuchte das Davidson College und heiratete 1784 eine Elizabeth Maclin. Der Carter County in Tennessee wurde nach ihm benannt und dessen Bezirksstadt nach seiner Ehefrau (siehe Elizabethton). Landon und Elizabeth Carter hatten sieben gemeinsame Kinder. Landon Carter starb im Juni 1800.
Ihr ältestes Kind, Alfred Moore Carter (1784–1850), war ein wohlhabender Eisenproduzent aus Carter County. Seine erste Ehe ging er 1810 mit einer Matilda M. Wendell, aber sie starb schon 1816. Danach heiratete er 1818 eine Evalina Belmont Perry aus Virginia. Das jüngste Kind von Alfred und Evalina war James Patton Taylor Carter. Er wurde nach James Patton Taylor, dem Ehemann von Alfreds Schwester Mary Cocke (Carter), Taylor genannt.
James Carter hatte auch zwei prominente ältere Brüder: Samuel Powhatton Carter und William Blount Carter. Samuel, ältester Sohn von Alfred und Evalina Carter, graduierte an der United States Naval Academy bei Annapolis, Maryland. Er war der einzige Mann in der Geschichte, der zur gleichen Zeit den Dienstgrad eines Konteradmirals in der Navy und des Generalmajors (brevet) in der US-Army bekleidete. William graduierte an der Princeton University und war ein Presbyterianischer Pfarrer. Alle drei Carter-Brüder waren sehr aktiv in dem Sezessionskrieg in Ost-Tennessee.
Samuel P. Carter war für die Organisation der US-Truppen im Südosten von Kentucky während des Sommers und Herbstes von 1861 zuständig. Im August ernannte er seinen Bruder, James P.T. Carter, zum Colonel und zum kommandierenden Offizier des 2. Tennessee Volunteer Infantry Regiments. Ein historischer Bericht über James Carters Dienst als Colonel des Regiments ist zweifelhaft. Die Ernennung war klar vetternwirtschaftlich. James hatte zweifellos kein Offizierspatent.